# Кубичек, Вильгельм
Вильгельм Кубичек (нем. Wilhelm Kubitschek, 28 июня 1858, Пресбург — 2 октября 1936, Вена) — австрийский историк, эпиграфист и нумизмат.

## Биография
В 1879 году окончил Венский университет, в 1881 году получил степень доктора. В 1896 году назначен экстраординарным профессором в Грацском университете. С 1897 года работал в венском Мюнцкабинете, первоначально — хранителем, а в 1910—1916 годах — директором античного отдела Мюнцкабинета. С 1916 года занимался педагогической деятельностью.
Опубликовал ряд научных работ, в том числе несколько работ по античной нумизматике. В 1908—1927 годах — редактор и издатель журнала Numismatische Zeitschrift.
Был президентом, а затем — почётным президентом Венского нумизматического общества, членом Австрийской академии наук.
Награждён медалью Хантингтона Американского нумизматического общества.

## Избранная библиография
- Rundschau über ein Quinquennium der antiken Numismatik (1890—1894). — Wien, 1896;
- Studien zu Münzen der römischen Republik. — Wien, 1911;
- Ausgewählte römische Medaillons der kaiserlichen Münzsammlung in Wien. — Wien, 1909.